# 南新陽左郡
南新陽左郡，中国南北朝时设置的郡。
南朝齐武帝永明八年（490年）之前置南新陽左郡，属郢州。治所在湖北省钟祥市、京山市一带，下辖南新陽县、北新陽县、新兴县、新安县、角陵县。应为侨置新阳县所置。南梁、南陈废南新陽左郡。